# ايمانويلي سواجهير
ايمانويلي سواجهير (بالإيطالية: Emanuele Suagher) (26 نوفمبر 1992 في إيطاليا - ) هو لاعب كرة قدم إيطالي في مركز الدفاع. شارك مع منتخب إيطاليا تحت 19 سنة لكرة القدم ومنتخب إيطاليا تحت 20 سنة لكرة القدم ومنتخب إيطاليا تحت 21 سنة لكرة القدم. أما مع النوادي، فقد لعب مع أتالانتا ونادي بيزا ونادي كاربي ونادي كروتوني وTritium Calcio 1908 ‏.

## روابط خارجية
- ايمانويلي سواجهير على موقع قاعدة بيانات كرة القدم.إي يو (الإنجليزية)
- ايمانويلي سواجهير على موقع Soccerway.com (الإنجليزية)
- ايمانويلي سواجهير على موقع عالم كرة القدم.نت (الإنجليزية)
- ايمانويلي سواجهير على موقع AS.com (الإسبانية)